# Touristenfischereischein
Der Touristenfischereischein ist ein zeitlich befristet gültiger Fischereischein zur Ausübung des Fischfangs in Mecklenburg-Vorpommern.
Seit dem 1. Juli 2005 kann jeder ohne Nachweis der fischereilichen Sachkunde einmal jährlich einen auf 28 aufeinanderfolgende Kalendertage befristeten Fischereischein zur Ausübung des Fischfangs im Land Mecklenburg-Vorpommern erwerben, seit Juli 2010 kann der befristete Fischereischein auch im Kalenderjahr beliebig oft verlängert werden.
Bei Antragstellung ist der Personalausweis oder der Reisepass vorzulegen. Von Kindern und Jugendlichen, die das 16. Lebensjahr noch nicht vollendet haben, kann als Nachweis der Identität der Kinderausweis oder die Geburtsurkunde dienen.
Der Antragsteller erhält mit dem Touristenfischereischein die Broschüre Der zeitlich befristete Fischereischein in Mecklenburg-Vorpommern, um
sich die notwendigen Kenntnisse der Fischereiausübung und zum Umgang mit gefangenen Fischen anzueignen.
Der Touristenfischereischein ist gebührenpflichtig. 
Die Gebühr für die Erstausstellung im Kalenderjahr beträgt 24 Euro und beinhaltet u. a. das Entgelt für die Broschüre und die Fischereiabgabe – die Gebühr für die Verlängerung beträgt 13 Euro.
Neben dem zeitlich befristeten Fischereischein muss zusätzlich eine Angelerlaubnis für das jeweilige Gewässer erworben werden.
Ziel der Landesregierung Mecklenburg-Vorpommerns ist es, mit dem Touristenfischereischein den Tourismus, insbesondere den Angeltourismus, sowie die Bereitschaft zum Erwerb des Fischereischeines zu fördern. Ähnliche Fischereischeine gibt es in Schleswig-Holstein und Norwegen.

## Kritik
Das Bundesverbraucherministerium hat sich dagegen ausgesprochen, dass
Mecklenburg-Vorpommern ohne Sachkundeprüfung befristete Fischereischeine an
Touristen vergibt. Diese Regelung könne nicht gewährleisten, dass die
Angler über die nötige Kenntnis der Bestimmungen des Tierschutzgesetzes
verfügen. 
Das Ministerium forderte die Regierung Mecklenburg-Vorpommerns deshalb auf,
zum Schutz der Tiere die seit dem 1. Juli 2005 in Kraft getretene Regelung
rückgängig zu machen. Bislang blieb diese Initiative jedoch erfolglos.
Allerdings ist anzumerken, dass die meisten Länder der EU keinerlei Sachkundenachweis oder Fischereiprüfung kennen. 